# Led Zeppelin North American Tour 1975
North American Tour 1975 е десетото турне на английската рок група Лед Зепелин в Америка (САЩ и Канада). То е разделено на два етапа от 18 януари до 27 март 1975 г. Преди да заминат отвъд Атлантика, групата прави два подгряващи гига в Брюксел и Ротердам.

## История
Турнето е предприето след 18-месечна пауза – най-дългият период без концерти от основаването на групата. Заради тази загуба на ритъм в гастролите някои критици отбелязват, че в изпълненията ѝ на живо липсва свежестта и динамиката отпреди.
Нещата се влошават след като малко преди да отлетят Пейдж чупи безименния си пръст при затръшването на врата на влак. В първата част на турнето той е на болкоуспокояващи и използва трипръстова техника на свирене. По същото това време Плант прекарва тежка форма на грип, което води до отмяна на едно шоу и спад във формата му през останалата част от престоя. Въпреки всичко групата постепенно се възстановява и прави някои запомнящи се представления. Наистина след края на турнето певецът определя последните дати като най-успешните за него във всяко отношение.
За гига е предвидено и представено много по-въздействащо светлинно шоу от досегашните, вклюващо криптонови лазерни ефекти по време на номера на Пейдж с цигулковия лък. Зад сцената има огромен неонов надпис „Led Zeppelin“.
Един от концертите, на 4 февруари в Бостън, е отменен от кмета Кевин Уайт, заради група от фенове, чакащи в студа за билети. Те предизвикали съжалението на собствениците, които ги пуснали в стадиона, след което обаче станали агресивни и започнали да чупят.
На 8 март в Уест Палм Бийч, Флорида след неспазени изисквания от страна на промоутъра, Лед Зепелин отново не излизат на сцената.
Турнето е промотирано от Concerts West, които за пръв път в Щатите организират индивидуален гастрол за група или артист. По-късно затвърждават репутацията си, като менажират за Лед Зепелин турнето 1977 North America Tour.
Изображение на Катрин Хепбърн с авиаторски костюм от филма Christopher Strong краси постера на тура. За второ поредно (и последно) турне е ангажиран Starship Boeing 720.
Към края на гастрола Линет Алис Фром от „Семейството“ на Чарлз Менсън, в среща с Дани Голдбърг – вицепрезидент на звукозаписната компания на групата, го моли да се срещне и предупреди Джими Пейдж за „лоша енергия“. Тя иска да „предпази“ китариста от непосредствена опасност. Заклела се, че последния път когато това се е случило, видяла човека застрелян пред очите ѝ. Голдбърг и казал, че ще види Пейдж чак по-късно на следващата вечер. Посетителката обяснила, че тогава ще е твърде късно, но след като била убедена да напише писмо до Пейдж си тръгнала. Писмото по-късно било изгорено и непрочетено. По-късно същата година Фром прави неуспешен опит за убийство на президента Джералд Форд.

## Отменени етапи
През март приключва втория етап от турнето, последван от серия концерти в лондонската Ърлс Корт. Плановете на групата са да се завърне в Щатите за поредна обиколка през август и септември, стартираща с два предварително продадени концерта в Oakland Coliseum и заключителен гиг в Роуз Боул, Пасадина през септември. За есента е насрочено и европейско турне, но автомобилнта катастрофа, която претърпява Плант на 5 август 1975 г. на гръцкия остров Родос слага край на всичко това. Вместо концерти, докато Плант се възстановява, групата записва седмия си албум Presence.

## Аудио
Аудиозаписи под формата на бутлези са направени от повечето участия на групата. Сред най-качествените, записани от пулт, са на 12 и 14 февруари (съответно в Медисън Скуеър Гардън и Насау Колисиъм Каунти – и двата в Ню Йорк) както и на 16 същия месец в Сейнт Луис. Записът от 5 март в Далас съперничи по качество с официално издаден концерт. В последните изяви в края на март, свиренето на Лед Зепелин достига висотите от предишните гастроли на групата.

## Сетлист
В лайфовете е включен материал от най-новия албум Physical Graffiti. Sick Again, In My Time of Dying, Kashmir, The Wanton Song и Trampled Under Foot за пръв път звучат единствено наживо, тъй като албумът, предвиден да излезе преди турнето, се забавя до 24 февруари.
Първоначално в сета са включени When the Levee Breaks и The Wanton Song, които единствено тогава се изпълняват наживо. Последните изпълнения на How Many More Times датират от същия период. Песента заменя Dazed and Confused след неочакваната контузия на Пейдж. Това е и причината Since I’ve been Loving You да бъде изпълнена само три пъти – 14 февруари, 21 и 27 март (съответно Насау, Сиатъл и LA Forum, Лос Анжелис).
Приблизителен сетлист:

- Rock and Roll
- Sick Again
- Over the Hills and Far Away
- In My Time of Dying
- The Song Remains the Same
- The Rain Song
- Kashmir
- No Quarter
- Trampled Under Foot
- Moby Dick
- Dazed and Confused
- Stairway to Heaven

Бисове:
- Whole Lotta Love
- The Crunge
- Black Dog
- Heartbreaker
- Communication Breakdown

## Концерти по дати
| Дата                           | Град                           | Страна                         | Място                            |
| Европейски подгряващи концерти | Европейски подгряващи концерти | Европейски подгряващи концерти | Европейски подгряващи концерти   |
| ------------------------------ | ------------------------------ | ------------------------------ | -------------------------------- |
| 11 януари 1975                 | Ротердам                       | Нидерландия                    | Ahoy Hallen                      |
| 12 януари 1975                 | Брюксел                        | Белгия                         | Forest National                  |
| Северна Америка                |                                |                                |                                  |
| 18 януари 1975                 | Блумингтън, Минесота           | САЩ                            | Metropolitan Sports Center       |
| 20 януари 1975                 | Чикаго                         | САЩ                            | Chicago Stadium                  |
| 21 януари 1975                 | Чикаго                         | САЩ                            | Chicago Stadium                  |
| 22 януари 1975                 | Чикаго                         | САЩ                            | Chicago Stadium                  |
| 24 януари 1975                 | Ричфийлд, Охайо                | САЩ                            | Richfield Coliseum               |
| 25 януари 1975                 | Индианаполис                   | САЩ                            | Market Square Arena              |
| 29 януари 1975                 | Грийнсбъро                     | САЩ                            | Greensboro Coliseum              |
| 31 януари 1975                 | Детройт                        | САЩ                            | Olympia Stadium                  |
| 1 февруари 1975                | Питсбърг                       | САЩ                            | Civic Arena                      |
| 2 февруари 1975                | Питсбърг                       | САЩ                            | Civic Arena                      |
| 3 февруари 1975                | Ню Йорк                        | САЩ                            | Медисън Скуеър Гардън            |
| 4 февруари 1975                | Юниъндейл, Ню Йорк             | САЩ                            | Nassau Coliseum                  |
| 6 февруари 1975                | Монреал                        | Канада                         | The Forum                        |
| 7 февруари 1975                | Ню Йорк                        | САЩ                            | Медисън Скуеър Гардън            |
| 8 февруари 1975                | Филаделфия                     | САЩ                            | The Spectrum                     |
| 10 февруари 1975               | Лендоувър, Мериленд            | САЩ                            | Capital Centre                   |
| 12 февруари 1975               | Ню Йорк                        | САЩ                            | Медисън Скуеър Гардън            |
| 13 февруари 1975               | Юниъндейл, Ню Йорк             | САЩ                            | Nassau Coliseum                  |
| 14 февруари 1975               | Юниъндейл, Ню Йорк             | САЩ                            | Nassau Coliseum                  |
| 16 февруари 1975               | Сейнт Луис                     | САЩ                            | St. Louis Arena                  |
| 27 февруари 1975               | Хюстън                         | САЩ                            | Sam Houston Coliseum             |
| 28 февруари 1975               | Батън Руж                      | САЩ                            | LSU Assembly Center              |
| 1 март 1975                    | Ню Орлиънс                     | САЩ                            | Municipal Auditorium             |
| 2 март 1975                    | Ноксвил                        | САЩ                            | Stokely Athletic Center          |
| 3 март 1973                    | Форт Уърт                      | САЩ                            | Tarrant County Convention Center |
| 4 март 1975                    | Далас                          | САЩ                            | Dallas Memorial Auditorium       |
| 5 март 1975                    | Далас                          | САЩ                            | Dallas Memorial Auditorium       |
| 10 март 1975                   | Сан Диего                      | САЩ                            | San Diego Sports Arena           |
| 11 март 1975                   | Лонг Бийч                      | САЩ                            | Civic Arena                      |
| 12 март 1975                   | Лонг Бийч                      | САЩ                            | Civic Arena                      |
| 14 март 1975                   | Сан Диего, Калифорния          | САЩ                            | San Diego Sports Arena           |
| 17 март 1975                   | Сиатъл                         | САЩ                            | Seattle Center Coliseum          |
| 19 март 1975                   | Ванкувър                       | Канада                         | Pacific Coliseum                 |
| 20 март 1975                   | Ванкувър                       | Канада                         | Pacific Coliseum                 |
| 21 март 1975                   | Сиатъл, Вашингтон              | САЩ                            | Seattle Center Coliseum          |
| 24 март 1975                   | Ингълуд                        | САЩ                            | The Forum                        |
| 25 март 1975                   | Ингълуд                        | САЩ                            | The Forum                        |
| 27 март 1975                   | Ингълуд                        | САЩ                            | The Forum                        |